# Jordi Pagans i Monsalvatje
Jordi Pagans i Monsalvatje (El Masnou, 18 de abril del 1932 - Barcelona, 4 de enero de 2017) fue un pintor español. 

## Biografía
Hijo de Alfred Pagans y de Clara Monsalvatje, ambos descendientes de una larga tradición artística, como el guitarrista y cantante Llorenç Pagans i Julià (1838-1883), hermano de su bisabuelo y amigo de Richard Wagner, así como del padre del pintor Edgar Degas. Este último dejó testimonio del hecho en diversos retratos en los que están presentes el padre del artista y el chanteur Pagans. El abuelo materno fue Francesc Monsalvatje i Fossas (1853-1917), que tuvo una destacada actividad como historiador de las comarcas de Gerona y el Rosellón. Su tío, Xavier Montsalvatje i Iglèsias (1881-1921), escritor y pintor, colaboró en diversas revistas como Joventut, Lo Geronés, etc.. Finalmente, se tiene que hacer referencia a Xavier Montsalvatge i Bassols (1911), considerado uno de los compositores más representativos de su época.

## Carrera artística
Jordi Pagans comenzó a pintar en 1948. Dos años más tarde, recibió clases particulares de técnica pictórica con el profesor Saturo López, aprendizaje que compagina con la asistencia en las clases nocturnas de la Escuela de Bellas Artes de Barcelona. A pesar de esto, el criterio excesivamente academicista de la Escuela, le lleva a dejarla pronto. En 1956 comienza a trabajar en el taller de Josep Roca-Sastre, momento importante de su carrera, ya que los consejos del pintor influyeron positivamente durante su etapa de formación. Las pinturas de Pagans que pertenecen a esta época nos muestran como el pintor, ante el propósito expresivo, sabe distinguir entre lo que es esencial y los que es perentorio. Domina las exigencias del encuadre y descubre los elementos y valores constructivos que pueden constituir una realidad estructural. Será en este taller donde aprenderá a hacer suyas una buena parte de los conceptos de las escuelas impresionistas y cubistas.
A partir de 1953 participa en sus primeras participaciones en exposiciones colectivas y en diferentes certámenes. Pronto obtiene las primeras distinciones: el Premio del Real Círculo Artístico del Concurso de Obras de Noveles del Ayuntamiento de Barcelona en 1956, y el Premio "Rafael Llimona" de Pintura Joven, de la Sala Parés en 1959.
Ese mismo año realiza su primera exposición individual en la Sala Municipal de Gerona, y un poc más tarde hace su presentación en París, en el "Club dels Quatre Vents". En Barcelona, se presenta en el Ateneo Barcelonés, en enero de 1962. Desde entonces, su actividad expositora fue constante, de acuerdo con la intensa y extensa obra realizada en los últimos años
En la década de los 60, mantiene una estrecha y sólida amistad con el pintor e historiador Rafel Benet i Vancells (1899-1979), las enseñanzas de la que fueran decisivas para su formación. Rafel Benet, que siempre se encontraba a gusto en medio de los pintores jóvenes, consideró a Pagans como uno de su más estimados "confidentes". Es en este ambiente donde se tiene que recordar su asistencia en las charlas y tertulias del café-restaurante "El Glaciar" de las Ramblas barcelonesas, a las que intervinieron pintores, como el citado Rafel Benet, Humbert, Prim, Pruna, Alfred Figueras, etc. Durante 1963 formó parte del grupo "Realidad Visual", las ideas de las que pueden resumirse indicando que "la pintura tien que ser un estado de crisis continua entre la inteligencia y lo sensible, entre el conocimiento y el sentimiento de la realidad".
Será durante estos años (1963-1965) cuando Jordi Pagans toma contacto con el carácter y el paisaje de Cadaqués, de los que nunca se separó. Esta población y su entorno ofrecen al artista un peculiar paisaje estructurado que se le revela como la preexistencia de su propio paisaje soñado. Ya entonces su pintura se caracterizaba por la solidez de la contextura de las masas y por un sentido sosegado y amplio de la composición dentro de la tendencia figurativa - realista que ha cultivado posteriormente.

## Estilo artístico
De su trayectiria cabe destacar su constante maduración técnica-modulación casi gestual de formas y volúmenes en ponceles cargadas de pasta, amparándose en una concepción mediterránea de la luz y del color, basada en tonos mates y en ausencia de contrastes violentos. Pagans i Montsalvatje ve la pintura como una interpretación personalmente por el artista, pero con la capacidad de llegar también al espectador a través de un estado de continua crisis entre el conocimiento y el sentimiento de la realidad.
Al lo largo de su carrera, en Jordi Pagans, tiene que investigar con materiales diferentes para realizar su paisajes urbanos, mediterráneos y bodegones. Ha destacado no tan solo como pintor al óleo, sino también como dibujante, aquarelista y creador de pasteles y aguafuertes.  

## Premios
1956
Premio del "Real Círculo Artístico", Concurso de nuevos pintores, Barcelona
1959
Premio pintura Joven "Rafael Llimona", Sala Parés, Barcelona
1967
Diploma de Honor en el "XI Salon de Mayo", Barcelona
1968
Segundo premio en el Concurso de Pintura "Vila de Centelles"
1969
Tercer premio en el Encuentro de arte del Vallès, Granollers
Primer premio de Concurso de pintura "Vila de Centelles"
Segundoa Premio del Concurso nacional de Amposta
1972
Premio "María Grifé", VII Concurso "Vila de Palamós"
1974
Preio "Ministerio de la Vivienda" 
IX Concurso "Vila de Palamós"
1975
Premio "María Trías", "Vila de Palamós"
1980
"Ciudad de Huesca" diploma, IV Bienal Nacional de Huesca
1982
Mención especial, Sala de Avignon, Francia
Mención honorífica de la VIII Bienal de Villafranca del Panadés